# Ramones Mania
Ramones Mania – album kompilacyjny amerykańskiego zespołu Ramones, wydany 31 maja 1988. Płyta zawiera nagrania, które wcześniej ukazały się na singlach.

## Lista utworów
1. „I Wanna Be Sedated” (Joey Ramone) – 2:29
2. „Teenage Lobotomy” (Dee Dee Ramone) – 2:00
3. „Do You Remember Rock ’n’ Roll Radio?” (Joey Ramone) – 3:50
4. „Gimme Gimme Shock Treatment” (Joey Ramone) – 1:40
5. „Beat on the Brat” (Joey Ramone) – 2:30
6. „Sheena Is a Punk Rocker” (single version) (Joey Ramone) – 2:47
7. „I Wanna Live” (Dee Dee Ramone/Daniel Rey) – 2:36
8. „Pinhead” (Dee Dee Ramone) – 2:42
9. „Blitzkrieg Bop” (Tommy Ramone/Dee Dee Ramone) – 2:12
10. „Cretin Hop” (Tommy Ramone/Dee Dee Ramone/Johnny Ramone) – 1:55
11. „Rockaway Beach” (Dee Dee Ramone) – 2:06
12. „Commando” (Dee Dee Ramone) – 1:50
13. „I Wanna Be Your Boyfriend” (Tommy Ramone) – 2:24
14. „Mama's Boy” (Dee Dee Ramone/Johnny Ramone/Tommy Ramone) – 2:09
15. „Bop 'Til You Drop” (Dee Dee Ramone/Johnny Ramone) – 2:09
16. „We're a Happy Family” (Joey Ramone) – 2:39
17. „Bonzo Goes to Bitburg” (Joey Ramone) – 3:57
18. „Outsider” (Dee Dee Ramone) – 2:10
19. „Psycho Therapy” (Johnny Ramone/Dee Dee Ramone) – 2:35
20. „Wart Hog” (Dee Dee Ramone) – 1:54
21. „Animal Boy” (Dee Dee Ramone/Johnny Ramone) – 1:50
22. „Needles & Pins” (Single edit) (Sonny Bono/Jack Nitzsche) – 2:20
23. „Howling at the Moon (Sha–La–La)” (Single edit) (Dee Dee Ramone) – 3:25
24. „Somebody Put Something in My Drink” (Richie Ramone) – 3:23
25. „We Want the Airwaves” (Joey Ramone) – 3:20
26. „Chinese Rock” (Dee Dee Ramone/Richard Hell) – 2:28
27. „I Just Wanna Have Something to Do” (Joey Ramone) – 2:41
28. „The KKK Took My Baby Away” (Joey Ramone) – 2:31
29. „Indian Giver” (Ritchie Cordell/Bobby Bloom/Bo Gentry) – 2:47
30. „Rock ’n’ Roll High School” (Stereo movie mix) (Joey Ramone) – 2:14

## Skład
- Joey Ramone – wokal
- Johnny Ramone – gitara, wokal
- Dee Dee Ramone – gitara basowa, wokal
- Richie Ramone – perkusja
- Marky Ramone – perkusja
- Tommy Ramone – perkusja